# Natal'ja Guseva
Natal'ja Vladimirovna Guseva (in russo Наталья Владимировна Гусева?; Tichvin, 12 settembre 1982) è un'ex biatleta russa.
In seguito al matrimonio ha assunto il cognome del coniuge e ha gareggiato come Natal'ja Sorokina (in russo Наталья Сорокина?).

## Biografia
Natal'ja Guseva, attiva dalla stagione 2002-2003; in Coppa del Mondo ha esordito il 7 gennaio 2004 a Pokljuka in sprint (52ª) e ha ottenuto la prima vittoria, nonché primo podio, il 23 gennaio successivo ad Anterselva nella medesima specialità; ai successivi Mondiali di Oberhof 2004, suo esordio iridato, si è classificata 17ª nella sprint, 10ª nell'inseguimento e 7ª nella partenza in linea.
Ai XX Giochi olimpici invernali di Torino 2006, sua unica presenza olimpica, si è piazzata 24ª nella partenza in linea e nello stesso anno ai Mondiali di Pokljuka 2006 è stata 16ª nella staffetta mista; l'anno dopo ai Mondiali di Anterselva 2007 ha vinto la medaglia di bronzo nella sprint e si è classificata 4ª nell'inseguimento, 4ª nella partenza in linea, 7ª nella staffetta e 9ª nella staffetta mista e quelli di Östersund 2008 si è piazzata 25ª nella sprint e 30ª nell'inseguimento.
Il 22 gennaio 2011 ha conquistato ad Anterselva in staffetta l'ultima vittoria in Coppa del Mondo e ai successivi Mondiali di Chanty-Mansijsk 2011, sua ultima presenza iridata, è stata 14ª nell'individuale; in Coppa del Mondo ha ottenuto l'ultimo podio l'11 dicembre 2011 a Hochfilzen in staffetta (3ª) e ha preso per l'ultima volta il via il 1º marzo 2013 a Oslo Holmenkollen in sprint (81ª), ultima gara della sua carriera.

## Palmarès

### Mondiali
- 1 medaglia:
  - 1 bronzo (sprint[1] ad Anterselva 2007)

### Coppa del Mondo
- Miglior piazzamento in classifica generale: 21ª nel 2006
- 13 podi (3 individuali, 10 a squadre), oltre a quello ottenuto in sede iridata e valido anche ai fini della Coppa del Mondo:
  - 4 vittorie (1 individuale, 3 a squadre)
  - 3 secondi posti (1 individuale, 2 a squadre)
  - 6 terzi posti (1 individuale, 5 a squadre)

#### Coppa del Mondo - vittorie
| Data             | Località   | Nazione  | Spec.                                                            |
| ---------------- | ---------- | -------- | ---------------------------------------------------------------- |
| 23 gennaio 2004  | Anterselva | Italia   | SP                                                               |
| 10 dicembre 2006 | Hochfilzen | Austria  | RL (con Anna Bogalij-Titovec, Ol'ga Anisimova e Irina Mal'gina)  |
| 10 gennaio 2007  | Ruhpolding | Germania | RL (con Anna Bogalij-Titovec, Ol'ga Anisimova e Irina Mal'gina)  |
| 22 gennaio 2011  | Anterselva | Italia   | RL (con Svetlana Slepcova, Anna Bogalij-Titovec e Ol'ga Zajceva) |

Legenda:

SP = sprint

RL = staffetta